# Rolf Andreassen
Rolf Andreassen, né le 3 avril 1949 à Drammen, est un rameur d'aviron norvégien.

## Carrière
Rolf Andreassen participe aux Jeux olympiques de 1976 à Montréal et remporte la médaille d'argent avec le quatre sans barreur norvégien composé de Ole Nafstad, Arne Bergodd et Finn Tveter.